# Massa continental

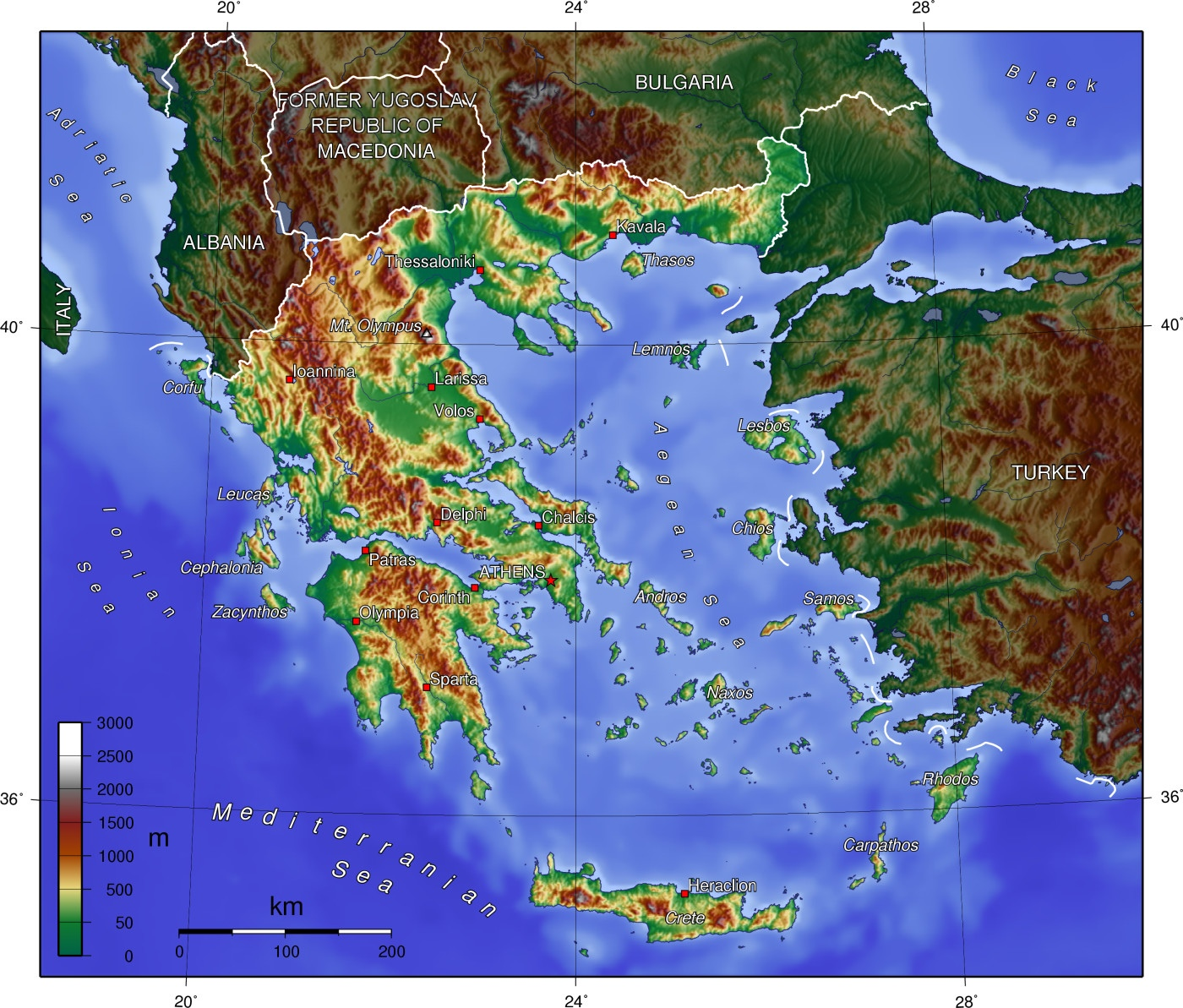
Exemple de la Grècia continental contraposada a les Illes del mar Egeu.

Massa continental és una expressió usada habitualment per referir-se a una gran massa de terra d'una regió en contrast amb una illa o illes properes, o també usada per referir-se a l'illa més gran d'un grup d'illes d'un arxipèlag. A vegades, als seus habitants se'ls anomena «continentals».
Alguns usos destacats d'aquesta expressió són els següents:
- Austràlia continental, en oposició a Tasmània.
- Continent britànic (és a dir, l'illa de Gran Bretanya), en contraposició a les illes del Canal, l'illa de Man, Irlanda del Nord (encara que quan s'utilitza per diferenciar Gran Bretanya d'Irlanda es pot considerar un ús ofensiu) o qualsevol altra illa britànica.
- Canadà continental, en oposició a l'illa del Príncep Eduard, a l'illa de Terranova, l'illa del Cap Bretó o l'illa de Vancouver;
- Xina continental (inclosa l'illa de Hainan), en contraposició a les regions administratives especials de Hong Kong i Macau i de la República Popular de la Xina (PRC) (l'illa políticament separada de Taiwan) i altres petites illes administrades per la República de la Xina (ROC);
- Dinamarca continental, en oposició a les illes Fèroe i Groenlàndia;
- Guinea Equatorial continental, generalment anomenada riu Muni, la part que està en el continent africà, en contraposició a les illes del litoral;
- Estònia continental, en oposició a les illes de Saaremaa, Hiiumaa i altres illes d'Estònia occidental;
- Europa continental, un altre terme usat en moltes parts del món anglòfon, encara que no al Regne Unit, en general a Gran Bretanya, i de vegades a Irlanda, Europa continental es coneix com El Continent.
- Finlàndia continental, en lloc de les illes Åland;
- França Europea, en comparació amb l'illa de Còrsega, també s'empra, en relació amb els seus departaments i territoris d'ultramar, el terme de França metropolitana, que és el més comunament utilitzat;
- Irlanda continental a diferència de les seves illes adjacents. Cal tenir en compte que «el continent» a Irlanda del Nord és ambigu entre aquest sentit i l'anterior, utilitzant la frase que significa «Gran Bretanya com oposada a Irlanda del Nord» és considerat objectable per molts nacionalistes. A Irlanda, el terme «el continent» o «terra ferma» també s'utilitza com un mitjà alternatiu per referir-se a la massa de terra d'Europa;
- Japó continental i Honshū, en oposició a la resta de les illes japoneses (vegeu també arxipèlag japonès);
- Península de Corea, a diferència de les illes Jeju-do i Ulleung;
- Nova Escòcia continental, en oposició a l'illa del Cap Bretó;
- Portugal continental, a diferència de les illes Açores i de Madeira.
- Escòcia continental, en oposició a les seves nombroses illes mar endins, incloses les Hèbrides Exteriors, les illes Orcades o les illes Shetland.
- Espanya continental, en oposició a les illes Balears i les illes Canàries, les ciutats del nord d'Àfrica Ceuta i Melilla, l'illa d'Alborán i altres enclavaments menors del nord d'Àfrica. A Espanya, els termes «Espanya peninsular» o simplement «La península» són d'ús freqüent.
- Estats Units continentals, en comparació amb l'estat de Hawaii i els Àrees insulars dels Estats Units (les expressions «EUA continentals» i «El continent» s'utilitzen comunament a Hawaii, però no en els mateixos EUA continentals on «EUA continentals», que també inclou Alaska, és més comunament utilitzat, encara que aquest últim terme és també denominat amb més precisió com «Estats Units contigus»;
- L'illa del Sud de Nova Zelanda és de vegades anomenada jocosament «el continent», especialment pels nadius de l'illa del Sud. Tot i que té una població molt més petita, és lleugerament més gran que l'illa del Nord.
- Les illes més grans de les illes Òrcades i de les illes Shetland.